# Mónica Galán
Mónica Susana Galán (Buenos Aires, 16 de octubre de 1950 - Ibidem, 15 de enero de 2019) fue una actriz argentina de cine, teatro y televisión.
Su debut en cine se produjo en 1974 en La Mary que protagonizaron Susana Giménez y Carlos Monzón con la dirección de Daniel Tinayre. 
El último trabajo que realizó en cine fue en el papel protagónico del filme Baldío, que dirigió y le dedicó Inés de Oliveira Cézar, y estrenado en 2019 cuando la actriz ya había fallecido.

## Cine
- 1974: La Mary
- 1982: Últimos días de la víctima, como Vienna
- 1983: El arreglo
- 1984: Atrapadas
- 1984: Asesinato en el Senado de la Nación, como Proxeneta
- 1985: Los días de junio
- 1986: Te amo
- 1988: Sinfín
- 1989: Ojos azules, como Elena
- 1991: Dios los cría
- 1992: Algunas mujeres (cortometraje)
- 1992: El lado oscuro del corazón, como la exesposa
- 1992: ¿Dónde estás amor de mi vida que no te puedo encontrar?, como Chela
- 1995: No te mueras sin decirme adónde vas, como Susana
- 1997: El impostor, como Clotilde
- 1997: Bajo bandera, como Paula
- 1997: Pequeños milagros, como Susana
- 1998: Sus ojos se cerraron y el mundo sigue andando, como la Turca
- 2000: Lejanía
- 2000: Esperando al mesías, como Voz de Elsa
- 2000: Un amor de Borges
- 2001: Cicatrices
- 2001: Cabeza de tigre, como la Perichona
- 2003: Nadar solo, como Lucía
- 2004: Un mundo menos peor, como Isabel
- 2005: A cada lado
- 2005: El jardín de las hespérides, como Lilí
- 2005: Hermanas, como Marta Levín
- 2007: ¿Quién dice que es fácil?, como Cristina
- 2008: No mires para abajo, como Ana
- 2008: Celo, como Ana
- 2009: Campo Cerezo
- 2010: Argentino Vargas, como Alicia
- 2010: El mural, como Victoria Ocampo
- 2018: La otra piel
- 2019: Baldío, como...Brisa

## Televisión
- 1987: Tiempo cumplido.
- 1989: Hombres de ley.
- 1990: Amigos son los amigos, como Antonia
- 1991: El árbol azul, como Antonia
- 1992: Antonella, como Paula
- 1992: Tango  (serie)
- 1993: Celeste siempre Celeste, como Roberta/Mónica Galán
- 1995: Nueve lunas
- 1996: Rostro de venganza (serie), como Luisa Beilín
- 1996: Zíngara, como Bárbara Argüello
- 1997: Señoras y señores, como Laura
- 1998: Como vos & yo, como Silvia
- 1999: Buenos vecinos, como Mónica Pinillos
- 1999: Vulnerables, como Marta
- 2001: Los médicos de hoy 2, como Alejandra
- 2002: Tiempo final, episodio El Gourmet.
- 2002: Los simuladores, como Marcela (Temp 1 - Ep 12: «Marcela & Paul»)
- 2002: Una para todas
- 2002: Infieles
- 2004: Jesús, el heredero, como Julia de Sánchez Alé
- 2005: Forenses, cuerpos que hablan, voz en off
- 2005: Amor en custodia, como Inés Vázquez
- 2005: Mujeres asesinas (episodio Patricia, vengadora).
- 2006: Mujeres asesinas (episodio Laura, abandonada).
- 2006: Hermanos y detectives, como Madre de Sebastián (episodio 1: «El profesor Fontán»)
- 2008: Mujeres de nadie, como Rosario Lavardén
- 2010: Malparida, como Marcia
- 2011: Gigantes, como Lola
- 2011: Un año para recordar, como Dolores
- 2011: Dance!, la fuerza del corazón, como Estela Redondo (Uruguay).
- 2012: Lobo, como Lucía Linares
- 2013: Historias de corazón, como Elena (episodio El gran ilusionista).
- 2013: Televisión por la justicia (episodio 3: «Entre muros»).
- 2015: El mal menor (episodio 10: «Rocío»).
- 2015: Conflictos modernos (episodio 4: «Bien común»).